# Dougouba
Dougouba  è un comune del Ciad situato nel dipartimento di Iriba, provincia di Wadi Fira.